# Zoltán Kővágó
Zoltán Kővágó (Szolnok, 10 april 1979) is een Hongaarse discuswerper. Hij nam viermaal deel aan de Olympische Spelen, waarop hij eenmaal een zilveren medaille veroverde.

## Loopbaan
Zijn eerste medaille behaalde Kővágó in 1997 op de Europese kampioenschappen voor junioren in de Sloveense hoofdstad Ljubljana. Hij won brons achter de Brit Emeka Udechuku (goud) en de Duitser Patrick Stang. Een jaar later werd hij in het Franse Annecy wereldjuniorenkampioen met 59,36 m.
Op de Olympische Spelen van 2000 in Sydney kende hij weinig succes. In zijn kwalificatiepoule wierp hij de discus driemaal ongeldig en was daarmee uitgeschakeld.
In 2001 boekte Zoltán Kővágó zijn eerste succes door Hongaars kampioen te worden. Hij werd dat jaar ook Europees kampioen bij de neosenioren (U23) in Amsterdam, door met 63,85 de Duitser Heinrich Seitz en zijn landgenoot Gábor Máté te verslaan. In dat jaar won hij ook zilver op de Europacup B in Boedapest. Hij finishte achter de Gheorghe Guset (goud) en voor zijn landgenoot Adrián Annus (brons).
Zoltán Kővágó wierp in 2004 zijn discus in zijn beste poging naar 67,04 op de Olympische Spelen van Athene en behaalde hiermee een derde plaats. Later promoveerde hij zelfs naar een tweede plaats toen bleek, dat zijn landgenoot Róbert Fazekas werd gediskwalificeerd wegens het gebruik van doping. Voor hem eindigde de Litouwer Virgilijus Alekna.
Op de wereldkampioenschappen van 2007 in Osaka werd hij met een worp van 63,04 negende. Later dat jaar werd hij zevende bij de wereldatletiekfinale in Stuttgart. In 2008 werd hij op de Olympische Spelen in Peking in de kwalificatieronde uitgeschakeld.
In juli 2012, kort voor de Olympische Spelen in Londen liep Kővágó zelf tegen een schorsing aan als gevolg van een overtreding van de dopingregels. Vanwege een weigering in augustus 2011 om een dopingtest te ondergaan, werd hij door het Hof van Arbitrage voor Sport geschorst van 11 augustus 2011 tot 5 juli 2014 en moest hij zijn op de Europese kampioenschappen van 2012 veroverde bronzen medaille weer inleveren.
Op de Olympische Spelen van 2016 in Rio de Janeiro was hij opnieuw van de partij. Hij kwalificeerde zich voor de finale waar hij met een beste poging van 64,50 m een zevende plaats overall behaalde.

## Persoonlijk record
| Onderdeel    | Prestatie | Datum       | Plaats            |
| ------------ | --------- | ----------- | ----------------- |
| discuswerpen | 69,95 m   | 25 mei 2006 | Salon-de-Provence |

## Titels
- Hongaars kampioen discuswerpen - 2001, 2004, 2005
- Europees kampioen discuswerpen U23 - 2001
- wereldjuniorenkampioen discuswerpen - 1998

## Palmares

### discuswerpen
Kampioenschappen
- 1996: 4e WJK - 53,72 m
- 1997:  EK junioren - 52,90 m
- 1998:  WJK - 59,36 m
- 2001: 10e in kwal. WK - 58.42 m
- 2001:  EK U23 - 63,85 m
- 2001:  Europacup B - 65,97 m
- 2002: 7e EK - 63,63 m
- 2003: 9e in kwal. WK - 61,31 m
- 2004:  OS - 67,04 m
- 2004:  Wereldatletiekfinale - 64,09 m
- 2005: 10e WK - 62,94 m
- 2005:  Wereldatletiekfinale - 65,65 m
- 2006: NM Wereldatletiekfinale
- 2007: 9e WK - 63,04 m
- 2007: 7e Wereldatletiekfinale - 61,58 m
- 2008: 10e in kwal. OS - 60,79 m
- 2008: 4e Wereldatletiekfinale - 65,11 m
- 2009: 6e WK - 65,17 m
- 2009: 4e Wereldatletiekfinale - 65,60 m
- 2010: 10e in kwal. EK - 59,04 m
- 2011: 7e in kwal. WK - 62,16 m
- 2012:  EK - 66,42 m
- 2015: 11e in kwal. WK - 61,37 m
- 2016: 6e EK - 64,66 m
- 2016: 7e OS - 64,50

Golden League-podiumplekken
- 2004:  Golden Gala – 66,19 m
- 2004:  Weltklasse Zürich – 68,93 m
- 2006:  Bislett Games – 68,02 m

Diamond League-podiumplekken
- 2010:  Shanghai Golden Grand Prix – 69,69 m
- 2010:  Golden Gala – 67,26 m
- 2010:  British Grand Prix – 67,02 m
- 2010:  Herculis – 66,89 m
- 2010:  London Grand Prix – 65,54 m
- 2011:  London Grand Prix – 66,29 m
- 2011:  Weltklasse Zürich – 65,58 m
- 2012:  Qatar Athletic Super Grand Prix – 65,77 m
- 2012:  Adidas Grand Prix – 66,36 m